# لوران جالابير
لوران جالابير (بالفرنسية: Laurent Jalabert)‏ مواليد 30 نوفمبر 1968 في فرنسا، هو دراج فرنسي سابق في صنف سباق الدراجات على الطريق. سبق أن شارك في دورة الألعاب الأولمبية الصيفية.

## سباقات أو مراحل فاز بها
- طواف فرنسا
- طواف إسبانيا
- بطولة العالم لسباق الدراجات على الطريق
- طواف سويسرا
- طواف إيطاليا

## روابط خارجية
- لوران جالابير على موقع IMDb (الإنجليزية)
- لوران جالابير على موقع ميوزك برينز (الإنجليزية)
- لوران جالابير على موقع ديسكوغز (الإنجليزية)

- لوران جالابير على موقع أرشيف الدراجات (الإنجليزية)
- لوران جالابير على موقع إحصائيات الدراجات الإحترافية (الإنجليزية)
- لوران جالابير على موقع CycleBase (الإنجليزية)
- لوران جالابير على موقع أوليمبيديا (الإنجليزية)